# Fabrizio del Carretto
Fabrizio del Carretto (Finale Ligure, 1455 – Rodi, 10 gennaio 1521) è stato Gran Maestro dell'Ordine di San Giovanni di Gerusalemme dal 1513 fino alla sua morte.

## Biografia
Fabrizio del Carretto nacque a Finale Ligure nel 1455, quartogenito di Giovanni I del Carretto, marchese di Finale e di Valentina Adorno, figlia di Barnaba Adorno, che era stato doge di Genova.
Aggregato ancora giovane all'Ordine dei cavalieri gerosolimitani di San Giovanni Battista, trascorse alcuni anni a Rodi e nel 1491, rientrato in Italia, ottenne da papa Innocenzo VIII la commenda di Santa Maria del Tempio o di Santa Croce a Milano, una delle più ricche dello Stato sforzesco.
Abile organizzatore, fu più volte incaricato dall'Ordine di allestire a Genova galee e navi per essere impiegate nella difesa di Rodi e nel 1500 fu nominato capitano delle galee. Dal 1502 si stabilì però a Roma, perché il Gran Maestro lo fece suo procuratore generale presso la Santa Sede. Divenuto balì di Sant'Eufemia nel 1505, papa Giulio II gli affidò delicati incarichi e nel 1509 divenne Ammiraglio dell'Ordine e, di conseguenza, Piliere o capo della langue d'Italia. Rientrato a Rodi, dove aveva condotto due navi per servizio dell'Ordine, fu qui raggiunto dalla notizia della morte del Gran Maestro Guy de Blanchefort avvenuta presso l'isola di Zante il 24 novembre 1512. Essendo il più alto dignitario in grado, il 13 dicembre fu quindi eletto Gran Maestro al suo posto.
Nei sette anni di governo dedicò tutte le sue forze a rafforzare le difese della città di Rodi e delle altre isole del Dodecaneso, provvedendo le fortezze di abbondanti viveri ed artiglieri. Morì a Rodi, dopo breve malattia, il 10 gennaio 1521.